# Probithia lignaria
Probithia lignaria là một loài bướm đêm trong họ Geometridae.